# Lantosque
Lantosque – miejscowość i gmina we Francji, w regionie Prowansja-Alpy-Lazurowe Wybrzeże, w departamencie Alpy Nadmorskie.
Według danych na rok 1990 gminę zamieszkiwały 972 osoby, a gęstość zaludnienia wynosiła 22 osoby/km² (wśród 963 gmin regionu Prowansja-Alpy-W. Lazurowe Lantosque plasuje się na 386. miejscu pod względem liczby ludności, natomiast pod względem powierzchni na miejscu 175.).